# Miłosz Matysik
Pour les articles homonymes, voir Matysik.
Miłosz Matysik, né le 26 avril 2004 à Białystok en Pologne, est un footballeur polonais qui évolue au poste de défenseur central à l'Aris Limassol.

## Biographie

### En club
Né à Białystok en Pologne, Miłosz Matysik est formé par le club local du Jagiellonia Białystok. Le 7 février 2021, Matysik joue son premier match avec l'équipe première du Jagiellonia Białystok, contre le Wisła Cracovie, lors d'une rencontre de première division polonaise. Il entre en jeu et son équipe s'incline (2-0 score final). Lancé ce jour-là par l'entraineur Bogdan Zając (en) à l'âge de 16 ans et 287 jours, Matysik fait partie des joueurs sur lesquels le Jagiellonia Białystok compte s'appuyer en appliquant sa politique de jeunes du centre de formation à valoriser.
Matysik commence à s'imposer dans l'équipe première à partir du début d'année 2022, en enchaînant plusieurs titularisations. Il inscrit son premier but en professionnel le 4 mars 2022, à l'occasion d'une rencontre de championnat face au Stal Mielec. Titulaire, il ouvre le score mais les deux équipes se neutralisent (1-1 score final),.
En janvier 2024, Miłosz Matysik rejoint l'Aris Limassol. Le transfert est officialisé le 13 décembre 2023 et il signe un contrat de cinq ans, soit jusqu'en décembre 2028.

### En sélection
Miłosz Matysik représente l'équipe de Pologne des moins de 19 ans, jouant son premier match avec cette sélection le 21 septembre 2022 contre la Bosnie-Herzégovine. Il est titularisé et son équipe s'impose (0-2 score final). Avec cette sélection il participe au championnat d'Europe des moins de 19 ans en 2023. Lors de cette compétition organisée à Malte, il joue les trois matchs de son équipe en tant que titulaire, et l'un en tant que capitaine. Malgré l'élimination des Polonais dès la phase de groupe avec une victoire, un nul et une défaite, Matysik se montre à son avantage en étant le leader de la défense et l'un des meilleurs joueurs de son équipe,.
Miłosz Matysik joue son premier match avec l'équipe de Pologne espoirs le 8 septembre 2023, face au Kosovo. Il entre en jeu à la place de Patryk Peda et son équipe s'impose par trois buts à zéro.